# Мохок (река)

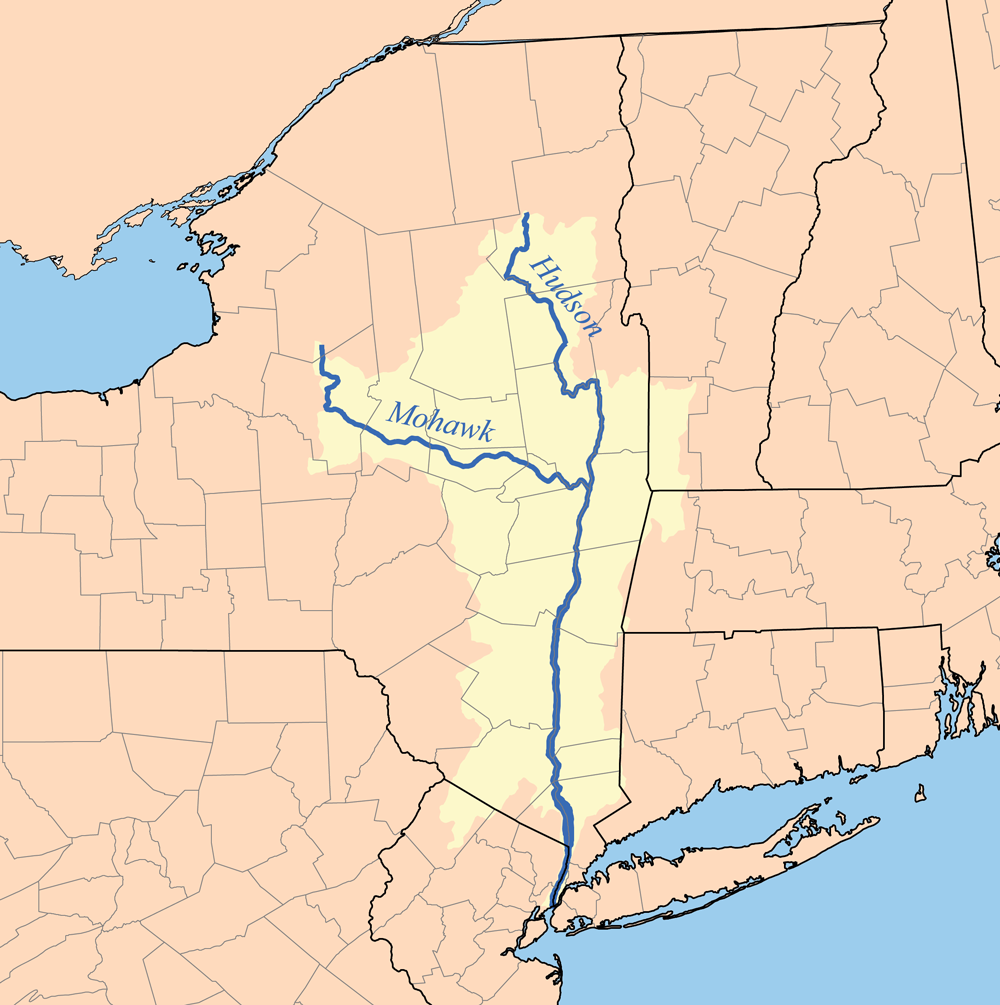

Мохо́к — канализированная река длиной 225 км в штате Нью-Йорк (США), крупнейший приток Гудзона. Названа по имени племени индейцев Лиги Ирокезов — мохоки. Мохок — это главный водный путь в северо-центральном Нью-Йорке.
Исток реки находится в округе Льюис, далее она течёт на восток через долину Мохок, проходит через города Ром, Ютика, Амстердам, Скенектади и впадает в Гудзон около города Олбани.
Мохок вместе с каналом Эри входит в систему канализированых путей — Нью-Йорк-Стейт-Бардж-канал, которая соединяет Гудзон и порт города Нью-Йорка с Великими озёрами. Основные притоки реки: Скохари-Крик, Ист-Канада и Орискани-Крик.
В XIX столетии река сыграла важнейшую роль в заселении и освоении внутренних районов США.